# Rosa Crean
Rosa Crean (* 22. März 1942 in Griechenland) ist eine britische Paralympionikin. Sie hat mehr als 40 Medaillen gewonnen und sicherte sich bei den Sommer-Paralympics 1996 im Bowls eine Goldmedaille für Großbritannien.

## Leben und Werk
Crean wurde als Triandafilia Toprkopul in Griechenland geboren, als Kind entführt und in ein Waisenhaus nach Stettin in Polen gebracht. Aufgrund einer Ohrenentzündung ertaubte sie teilweise. Nachdem sie 1959 mit ihrer Mutter und ihrem Bruder nach Griechenland zurückgekehrt war, versuchte sie in Deutschland eine Arbeitsstelle zu finden, erhielt aber aufgrund einer Sehbehinderung durch eine Linsentrübung keine Arbeitserlaubnis. 1966 arbeitete sie dann in einer Fabrik in Lincolnshire, kehrte aber nach einem Unfall wieder nach Griechenland zurück. Sie heiratete in Cardiff und bekam eine Tochter und einen Sohn, die beide ebenfalls die Sehbehinderung geerbt hatten. Sie unterzog sich  mehrerer Augenoperationen, die jedoch zu keiner Verbesserung ihrer Sehbehinderung führten.
Sie begann den britischen Kugelsport Bowls zu lernen und mit Unterstützung verschiedener Trainer verbesserten sich ihre Fähigkeiten schnell. Bei den Sommer-Paralympics 1996 nahm sie am Rasenbowling teil und gewann eine Goldmedaille für Großbritannien.